# Carlos Santana Morales
Carlos Santana Morales (Palmar; 12 de junio de 1953) es considerado uno de los mejores centrocampistas del fútbol costarricense durante las décadas de 1970 y 1980. Jugó toda su carrera en el Deportivo Saprissa y fue el capitán del equipo durante varias temporadas. Jugó en 419 partidos de liga con el club.
Después de su retiro, entrenó brevemente a Saprissa, pero fue despedido después de 4 meses en septiembre de 1999 y ha trabajado con el sistema de ligas menores de Saprissa, además de entrenar a varias selecciones nacionales sub-17 y sub-20 de Costa Rica. También dirigió en la Segunda División a Uruguay de Coronado y Belén.

## Selección nacional
Jugó con la selección nacional de Costa Rica y fue el capitán del equipo que derrotó a Italia, campeona de la Copa Mundial de la FIFA 1982, en los Juegos Olímpicos de 1984 de Los Ángeles.

### Participaciones en Juegos Olímpicos
| Competición              | Sede        | Resultado    |
| ------------------------ | ----------- | ------------ |
| Juegos Olímpicos de 1984 | Los Ángeles | Primera fase |

## Palmarés

### Títulos nacionales
| Título               | Equipo   | País       | Año  |
| -------------------- | -------- | ---------- | ---- |
| Primera División     | Saprissa | Costa Rica | 1973 |
| Primera División     | Saprissa | Costa Rica | 1974 |
| Primera División     | Saprissa | Costa Rica | 1975 |
| Campeón de Campeones | Saprissa | Costa Rica | 1976 |
| Primera División     | Saprissa | Costa Rica | 1976 |
| Primera División     | Saprissa | Costa Rica | 1977 |
| Primera División     | Saprissa | Costa Rica | 1982 |
| Primera División     | Saprissa | Costa Rica | 1988 |

### Títulos internacionales
| Título                           | Equipo (*) | Sede     | Año  |
| -------------------------------- | ---------- | -------- | ---- |
| Copa Fraternidad Centroamericana | Saprissa   | San José | 1973 |
| Copa Fraternidad Centroamericana | Saprissa   | San José | 1978 |
| Preolímpico de Concacaf          | Costa Rica | Varias   | 1980 |
| Preolímpico de Concacaf          | Costa Rica | Varias   | 1984 |

(*) Incluyendo la selección.